# Infinito (banda)
Infinito fue una banda pucelana de rap metal con tintes de nu metal, formada en mayo de 2007. Fruto de un proyecto creado por el guitarrista Wifo y el batería Fran.

## Trayectoria
La historia de INFINITO comienza en mayo de 2007 cuando Wifo (anterior guitarrista de Katxaña) y Fran (anterior baterista de Bestial Kalaña y de Katxaña) apuestan por crear un grupo donde predominara el metal. En un par de semanas aparecería Diego “el santo” como cantante, que buscaba hacer un grupo con las mismas influencias que se buscaban en el proyecto original. 
Tras unos ensayos y ver que el proyecto funcionaba mejor de lo que se esperaba, solo faltaba buscar bajista y completar la formación; y no fue hasta octubre de 2007 cuando aparece Sergio, bajista de El Último Tiro, comprometiéndose a compaginar los dos grupos ante el convencimiento de éste por esta nueva apuesta musical. Una vez completada la formación y viendo el buen ambiente que se forma dentro del grupo ante las directrices perseguidas, comenzaron con sus primeros ensayos ante las ganas de empezar a dar conciertos. 
La banda actualmente ha lanzado un primer demo en 2008, un disco en vivo en 2009 (año que la banda actuó en el Traspirock) y su primer LP, de nombre 100%; que vio la luz en diciembre de 2010. Todo su material está a disposición de descarga gratuita en la web Jamendo. En febrero del año 2011, Sergio abandona la banda y es sustituido por Pedro (ex-Repuestox), cuya entrada supone un soplo de aire fresco. Tras un brevísimo periodo de adaptación, Infinito vuelve a la carga en citas como la fiesta de Villalar, el Día de la Música en Valladolid o el Festival Isla Rock, donde comparten cartel con bandas de la talla de La Fuga, Gatillazo, Porretas, Gritando en Silencio, Parabellum, No Relax, Transfer, Skontra entre muchas otras. 
Musicalmente hacen una fusión entre heavy metal, hip-hop, metal alternativo o hardcore. Entre los gustos musicales de los integrantes cabe destacar a bandas, tales como Rage Against The Machine, NdNO, Hora Zulu, Limp Bizkit, Narco, Def Con Dos, Kannon, Machine Head, Slipknot, Hamlet, etcétera.

## Miembros

### Actuales
- Wifo - guitarra
- Fran - batería
- Diego - voz
- Pedro - bajo

### Pasados
- Sergio - bajo (2007 - 2011)

## Discografía
- INFINITO´08 - 2008
- Directo 2009 - 2009
- 100% - 2010